# Dos para una mentira
Dos para una mentira fue una telenovela Argentina emitida por Canal 9 en 1986, dirigida por Jorge Montero, producida por Francisco Fuente Buena y escrita en una obra original de Luis Gayo Paz, quien había acumulado éxitos como Quiero gritar tu nombre y Trampa para un soñador. 
Fue protagonizada por Horacio Ranieri y Marco Estell, con las participaciones femeninas de Cristina del Valle, Graciela Cimer y Marta Albertini. Contó con las participaciones antagónicas de Jorge Barreiro, Delfy de Ortega, Cristina Grillo, Ana María Vinuesa, Mónica Santibañez y Hugo Asencio. Le siguen Pachi Armas, Mabel Landó y Guillermo Rico en los papeles principales.

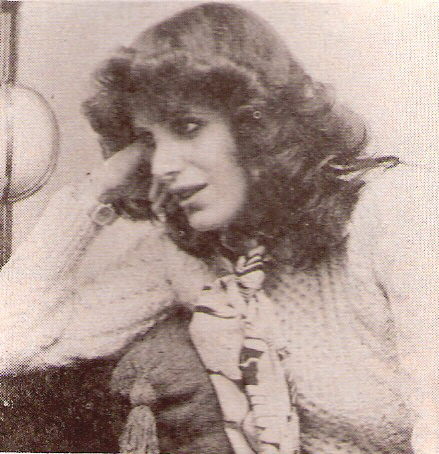
Valeria Lynch canta el tema original de la telenovela

## Argumento
Dos amigos inseparables, Jorge Luis Montesi y Renzo Vitale, viven en una pensión en el barrio de La Boca, Buenos Aires, junto a sus familiares. Renzo siempre estuvo enamorado de Natalia, una joven hermosa y trabajadora que se hospeda con su madre en la misma pensión. Mientras tanto, Jorge Luis debe de trabajar duramente para pagar los gastos de su madre enferma quien además le quedan pocos días de vida. Jorge Luis mantiene una relación con Teresa, una joven inquilina llena de ambiciones y de mal carácter. Con el paso del tiempo, Jorge Luis decide terminar su relación con Teresa y Renzo decide comprometerse con Natalia.
Jorge Luis trabaja en una farmacia como ayudante, pero un día, éste decide pedirle al farmacéutico que les fíe las medicinas para su madre, ya que su condición de salud había empeorado. El farmacéutico se niega a darle las medicinas. Luego, es asesinado tras recibir un disparo a manos de una mujer desconocida que había tenido una aventura con el anteriormente y que por venganza decide quitarle la vida. Jorge Luis es declarado culpable ante las autoridades y va a la cárcel injustamente.
Mientras tanto, Renzo decide buscar trabajo aunque en los primeros intentos fracasa. Luego, se dirige a los estudios de Canal 9 para participar de un casting que estaba a manos de la productora Betiana Montalvo. Finalmente, Renzo consigue interpretar un personaje en la próxima telenovela que se rodará, pero antes deberá de firmar un contrato hecho por Betiana. El contrato consiste en varias condiciones y pautas que se debe respetar, una de ellas es que debe permanecer la mayor parte del tiempo junto a Betiana para así esta pueda enamorarlo y terminar la relación que él mantiene con Natalia. 
Mientras Jorge Luis está en la cárcel, éste conoce a Verónica Lésica, una mujer que está decidida a pagar una fianza así quede en libertad, pero con el propósito en que le cumpla un favor. Jorge Luis acepta y se dirige a la casa de Verónica a trabajar como chófer. Verónica vive con Leonardo Bustamante, quien estaba casado con su difunta hermana y que actualmente mantiene una relación con Alejandra Guzmán, una joven que no lo ama pero a pesar de todas las circunstancias, decide formar su vida junto a él. Verónica quien siempre estuvo enamorada de Leonardo, le pide a Jorge Luís que enamore a Alejandra y la lleve lejos. Jorge Luis se ve obligado a seguir con el plan y con amenazas enamora a Alejandra, pero más tarde se da cuenta de que su amor por ella iba surgiendo. Los problemas se dan en aumento cuando Elina, la hija de Leonardo, se enamora de Jorge Luis y comienza una relación con el. Alejandra acepta que éste tenga una relación con su hijastra así nadie pudiera sospechar que son amantes.
Mientras tanto, Renzo descuida su relación con Natalia por permanecer la mayor parte del tiempo junto a Betiana quien planea casarse con el. Aunque el comportamiento de Renzo no es el mismo, sigue amando a Natalia y es obligado a respetar el contrato.  
Una noche, Renzo visita a Jorge Luis en la casa de los Bustamante y mientras ambos platicaban, Renzo recibe un disparo y es llevado al hospital de urgencia. Nadie sabía que la causante del disparo era Marcela, hija de Corina, la ama de llaves de la familia Bustamante.  
Renzo se recupera de la herida y decide volver a trabajar como actor, pero tendrá que ir a Bariloche a rodar otras escenas, pero Natalia está en desacuerdo aunque de todas formas, Renzo acepta la proposición y se marcha. En Bariloche, Renzo es tentado por Betiana y entre ambos surge una aventura. Sin embargo, las cosas se complican para Natalia, ella había visto varias veces a Renzo y Betiana besándose y decide terminar su relación con él. 

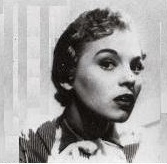
Liria Marín, actuación especial

Alejandra decide ayudar a Jorge Luis para que pueda escapar de los chantajes y las amenazas de Verónica, ella le da la llave de la caja fuerte para que éste se apodere de unos papeles que tenía Verónica así el ya no pueda ir a la cárcel nuevamente, pero es descubierto por Verónica y le advierte que mate a Alejandra o irá a la cárcel. Jorge Luis decide volver a la cárcel, pero Verónica decide formar un plan para demostrar a Leonardo que su esposa y Jorge Luis son amantes. Leonardo descubre a Alejandra y Jorge Luis besándose, pero el actúa como si nada hubiera pasado y finge no saber de la relación de ambos. La vida de Jorge Luis nuevamente corre riesgo, ya que Leonardo planea quitarle la vida.
Además, antes de huir y de tratar de tener un buen vínculo con su madre, Marcela confiesa en una carta que ella es la causante de la muerte del farmacéutico y del disparo de Renzo. Corina tendrá que decidir si delatar o no a su hija, aunque finalmente se descubre la verdad.
Natalia demuestra a Renzo que ella no está sola y triste por la relación que éste tiene con Betiana y por eso se compromete con Pablo, un joven que siente atracción por ella, pero la engaña con otras mujeres y decide abandonarla si esta llegase a estar embarazada. Renzo y Natalia discutían seguidamente pero ambos se dan cuenta de que se siguen amando, aunque Renzo no puede terminar con Betiana, y además Betiana miente que está esperando un hijo de él. 
La situación también se complica para Ángel, otro huésped de la pensión de la familia Vitale,que vive enamorado de Teresa, exnovia de Jorge Luis. Pero no sabe que ella solo pretende utilizarlo para su conveniencia y además planea robar una suma cantidad de dinero de la familia Bustamante. Más tarde, Teresa y Pablo se unen para llevar a cabo el robo.

## Final
Verónica (Delfy de Ortega) se da cuenta de que Leonardo nunca la amará y que todos sus intentos por estar junto a él fueron en vano, así que decide asesinarlo.
En el capítulo final, Verónica es finalmente descubierta, además salen a la luz los crímenes que ella y Leonardo habían cometido. Teresa (Ana María Vinuesa) y su cómplice Pablo (Hugo Asencio), terminan siendo apresados por la policía. Betiana (Marta Albertini) queda en la más remota soledad y decide aferrarse a Aníbal (Pachi Armas) a quien jamás amó ni amará.

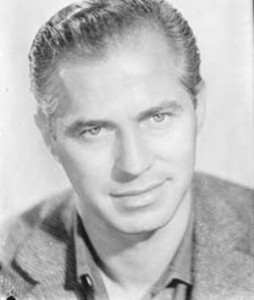
El actor Jorge Barreiro interpreta a Leandro Bustamante.

## Reparto
- Horacio Ranieri - Jorge Luis Montesi
- Marco Estell - Renzo Vitale
- Cristina del Valle - Alejandra Guzmán
- Graciela Cimer - Natalia Briner
- Marta Albertini - Betiana Montalbo
- Jorge Barreiro - Leonardo Bustamante
- Delfy de Ortega - Verónica Lésica
- Coni Vera - Elina Bustamante
- Pachi Armas - Anibal Canciani
- Mabel Landó - Mercedes Vda. de Briner
- Guillermo Rico - Pedro Vitale
- Maria Elena Sagrera - Antonieta de Vitale
- Josefina Ríos - Corina
- Cristina Grillo como Marcela
- Ana Maria Vinuesa - Teresa
- Hugo Asencio - Pablo Vidal
- Adriana Alcock - Jennifer
- Liria Marín - Josefa (Pepita)
- Liliana Serantes - Marili
- Claudia Nelson - Marion Doré
- Sandra Di Milo - Porota
- Hugo Castro - Ángel
- Mónica Santibáñez - Margarita
- Emma Ledo - Dra saldivar
- Oscar Brizuela - Atilio Caceres
- Amadeo Ronco -  Poroto

## Guion
La telenovela fue dirigida por Jorge Montero y escrita por Luis Gayo Paz, uno de los autores más prolíficos del género en la década de los ochenta (Trampa para un soñador, Quiero gritar tu nombre, Aprender a vivir, Amar al salvaje, Paloma hay una sola, No es un juego vivir, Ese hombre prohibido, Quiero morir mañana, Chiquilina mía, Paloma y Cosas del amor).

## Producción
- Libro: Luis Gayo Paz
- Vestuario: Guillermo Blanco
- Sonido y musicalización: Ángel Lahosa
- Escenografía: Rubén Greco
- Iluminación: José Bongiorno
- Producción: Francisco José Fuentes Buena
- Asistente de dirección: César Fernández
- Dirección: Jorge Montero
- Cámara: Osvaldo Cappra, Daniel Selmo
- Cámara de exteriores: Óscar Arbonies
- Editores de VTR: Nicolás Cabbadias, Marcelo Trotta
- Maquillaje: Zuni Alfaro, Graciela Cabrera
- Peinados: Eduardo Mininni
- Asesor de Vestuario: Guillermo Blanco
- Tema principal: Mentira, interpretado por Valeria Lynch y escrito por Buddy Richard.
- Segundo Tema: Dame luz, interpretado por  Sergio Denis y escrito por Nurit Hirsh
- Producción: Telearte S. A
- Canal: LS83 TV Canal 9